# Carantina (roman)
Carantina (1992) (titlu original Quarantine) este un roman hard science fiction scris de Greg Egan. Într-o manieră specifică romanelor polițiste, cartea explorează consecințele Interpretării Copenhaga a mecanicii cuantice, despre care Egan consideră că a fost aleasă mai curând pentru că pare mai convenabilă decât pentru că ar fi corectă.

## Intriga
Acțiunea romanului se petrece în anii 2034-2080, după ce sistemul solar a fost înconjurat cu un câmp impenetrabil (construit fie de extratereștri, fie de oameni din afara sistemului solar) cunoscut sub numele de Bula. Bula nu permite luminii să intre în sistemul solar, ceea ce face ca stelele să nu mai fie vizibile, lucru aparent nesemnificativ, dar care se dovedește a fi elementul central al acțiunii.
În roman, un proces fizic al creierului uman este responsabil de colapsarea funcțiilor de undă cuantice ale sistemelor în vectori și valori proprii. Observările făcute de oameni asupra universului i-au redus acestuia diversitatea și potențialul (de exemplu, o stea nu mai poate fi altceva decât un enorm cuptor alimentat cu fuziune nucleară, așa cum l-au observat astronomii). Se sugerează astfel că Bula a fost construită pentru ca oamenii să nu mai distrugă restul universului, chiar dacă făceau acest lucru doar prin simpla observare.
Pe parcursul romanului, situația se complică și mai mult când cercetătorii umani descoperă o modalitate de a modifica creierul pentru a obține controlul conștient al procesului, permițând oamenilor să suspende colapsul funcției de undă după dorință și să aleagă funcția de undă care va colapsa. Acest lucru le permite oamenilor să aleagă cum se va întâmpla un eveniment non-determinist (cum ar fi aruncarea unei monede), cu condiția să nu fie observați de cineva care încă mai colapsează involuntar funcțiile de undă. Abilitatea astfel dobândită este folosită pentru a face o serie de trucuri cu probabilitate mică, cum ar fi folosirea efectul tunel pentru a trece printr-o ușă încuiată sau pentru a trece de paznicii care se uită exact în partea opusă în timp ce trece persoana.
Romanul conține și idei care nu sunt legate de mecanica cuantică, una dintre ele fiind aceea că oamenii obișnuiesc să își descarce software care să ruleze în creierele lor.
Naratorul romanului acceptă să investigheze un caz de dispariție a unei femei dintr-un institut psihiatric, lucru care îl duce la o organizație ce dezvoltă o modalitate neurală de a inhiba colapsarea funcțiilor de undă. Această modalitate permite utilizatorului să nu mai fie un observator în sensul mecanicii cuantice, ci să existe în diferite stări în același timp, alegând după preferințe vectori și valori proprii din gama de posibilități în timpul perioadei cât funcțiile de undă sunt colapsate.
Investigatorul ajunge să fie controlat de organizație prin instalarea forțată a loialității în creierul său. El se întâlnește ulterior cu alte persoane loiale organizației, care au descoperit că nu li s-a specificat exact cui să le fie loiali (cu excepția numelui organizației) și, ca atare, au început să definească ei înșiși ce este organizația.
Un membru al acestor loialiști infectează întreaga omenire cu softul. În mod normal, nici microorganismele, nici nanomașinile implicate în instalarea neurală nu pot supraviețui multă vreme în afara corpului uman, dar în acest caz loialistul a folosit un control al vectorilor și valorilor proprii care le-a modificat proprietățile. Drept consecință, cauzalitatea este modificată pe întreg globul, iar oamenii neantrenați, care nu știu ce să facă cu libertatea nou dobândită, alterează realitatea, iar stelele reapar pe cer.

## Traduceri în limba română
- 1997 - Carantina, Teora, traducere Mihai-Dan Pavelescu, Colecția SF nr. 18, 216 pag. ISBN 973-601-466-3
- 2007 - Carnatina Nemira, traducere Mihai-Dan Pavelescu, 320 pag., ISBN 978-973-569-957-4